# 秋葉原妄想物語
《秋葉原妄想物語》（又译作）是日本遊戲製造商Acquire於2016年12月15日發售，以PlayStation 4和PlayStation Vita為平台的動作冒險遊戲。
《秋葉原妄想物語》是以秋葉原為舞台的《秋葉原之旅》相關作品。描寫在被「妄想」所侵蝕的秋葉原裡，被「不斷重覆的星期天」所困的七名少年少女相遇，並一起挑戰「妄想」謎團的故事。

## 遊戲系統
秋葉原
故事的舞台，是在以HD品質畫面重現出的秋葉原。在《秋葉原之旅》當中，也成為玩家話題之一的精細街道，在本作當中有了更進一步的進化。
妄想宮
妄想實體化的迷宮。本作是以由妄想催生出的「妄想宮」，作為戰鬥的舞台。朝日一行人要踏破迷宮，前進到妄想最深處。在妄想宮當中，有妄想所創造出的異樣怪物們棲息。在戰鬥途中，只要裝備上耳機，戰鬥模式就會產生變化，讓戰略自由度大幅提昇。
幻想模式
只要解放可以靠攻擊來累積的「幻想計量表」，就可以發動「幻想模式」！幻想計量表的階段會隨故事進展而增加，而幻想模式的階段則是會依照角色裝備產生變化。
EX技能
在幻想模式發動中，只要在使用特定技能攻擊後，再追加輸入按鈕，就會顯示出角色特寫畫面，然後施展出超強悍的EX技能。還會出現耳機特寫畫面。
個武/個人武器
不是個人電腦，而是「個人武器」。就像是自組電腦一樣，「個武也」可以自己組合。零件除了能在商店裡購買外，也有只能在妄想宮裡取得的稀有零件哦。
收集卡
可以享受收集樂趣，還能拿來當作裝備，令人興奮的收集卡系統。收集卡可以在秋葉原購買。只要裝備上去，就可以發動各個卡片特有的「稱號技能」。
稱號技能
劇中作品「燃燒幻想」的角色會化身為收集卡。全部共 100 種＋α的超大份量。
幻想場域
可以配合各個角色專用的演出和音樂，來享受遊戲戰鬥之樂。只要在幻想計量表全滿時發動幻想模式，就會顯示出耳機特寫畫面，然後發動「幻想場域」。變化為有配合每個角色的音樂和專用演出，可以說是非常豪華的戰鬥模式。可以阻斷來自外界的聲響，沉浸在音樂裡，並且沉醉在自己的妄想當中
在「幻想場域」中，會配合各個樂曲的節奏和主題，準備專用的演出效果，而且各個場域的設計，也都有配合每個角色不同的個性哦。
女僕系統
不論是在戰鬥中，還是在移動中，不管什麼時候都會細心輔助。作為第五名同伴，為冒險增添樂趣。另外「品君」也會發揮出和女僕一樣的效果。
支線劇本
在進行故事時，還會在滿足各種不同條件後觸發支線劇本。有許多可以讓人更深入體感到主要角色群之魅力的劇本。在了解他們的角色背景後，將會讓玩家更加投入遊戲世界。

## 故事簡介
本作的遊戲舞台，也是在現代日本的秋葉原。從日前釋出的風格預告影片來看，在某一天之後，秋葉原就受到「妄想」侵蝕。故事似乎會以被「不斷重覆的星期天」囚禁的七名年輕人，以及「粉紅色披風男子」為中心發展。將妄想實體化而成的迷宮「妄想宮」，將會是主角「完美無缺的奇蹟尼特族」的戰鬥舞台。

## 設定用語
粉紅披風男子
在被妄想所侵蝕的秋葉原中，數度成為傳聞主角的粉紅披風男子。雖然傳說和眾多事件都有關聯，但是其真實身份目前依然被謎團包圍。只知名字為卡農。
梅迪亞茲
女僕咖啡廳。
菫之伊甸
秋葉原小巷裡的酒吧。

## 登場人物

### 主要人物
立花朝日（聲：增田俊樹）
19歲。完美無缺的奇蹟尼特族。尼特族。本作主角。因為就讀大學而來到東京，但中途退學。之後就在秋葉原過著尼特族生活，但某天遇見「妄想的侵蝕」。
星野早紀（聲：田所梓）
18歲。天真爛漫的夢想家。專校學生。在遇見朝日之前，就已經和使魔「品君」一起在破壞「妄想」，是為了從「妄想的侵蝕」中保護世界，而被選中的「特別存在」。
百瀨莉由（聲：山崎惠理）
14歲。笑容滿點的快樂偶像。以「小莉莉」這個暱稱而聞名的偶像。以秋葉原為活動據點，在街道上舉辦小型演唱會和握手會等活動。但是連她也碰上「妄想的侵蝕」。
本鄉大和（聲：岡本信彥）
16歲。高中生。思春末期的蒲公英。但看起來像國中生。自認冷酷的現代年輕人，對秋葉原文化並沒有興趣。但是就連他也因為在秋葉原目擊「妄想的侵蝕」。
真田琴美（聲：上坂菫）
17歲，高中生。冷酷無比的毒娃娃。是個拒絕上學的高中三年級生。秋葉原名家的千金大小姐，從小就和女僕西園寺吉乃相依為命。也許是因為這樣，所以講話口氣極差，不管對誰都都以命令語氣說話，擁有高冷的性格。
篠宮領司（聲：KENN）
28歲，高大眼鏡青年。頭腦聰明的桌上醉漢。在秋葉原「尋人」因為某件事為契機，所以和朝日一行人一起行動，但還是維持「我只為了我自己而行動」，這種冷淡的態度。
藍原瑞樹（聲：小野賢章）
20歲。大學生。才色兼備的史詩勇者。和朝日是從小學就認識的童年玩伴。個性和自由奔放又隨性的朝日剛好相反，非常認真又負責。目前就讀大學又兼家教工讀，過著十分忙碌又充實的生活。

### 輔助人物
品君（聲：種崎敦美）
品性低劣的可愛吉祥物。和早紀一起行動，非常神秘的醜到可愛型生物。誤以為自己是個美麗又可愛的吉祥物。
鈴森萌（聲：桑原由氣）
18歲。女僕咖啡廳「梅迪亞茲」的招牌女僕。支持度高到店面招牌上真的印有她本人，傳說自從上工以來，從來沒有休過任何一天假。對女僕這個職業抱持高度自豪，以女僕身份來輔助朝日一行人。
早乙女彼方（聲：木村珠莉）
16歲，在秋葉原小巷裡的酒吧「菫之伊甸」工作。男孩子氣女僕。身材非常好，也很受常客喜歡，但卻沒有自信，總是萎萎縮縮。
西園寺吉乃（聲：山村響）
28歲。在真田家服務的真正女僕。非常溺愛真田琴美，總是十分放縱她。但偶爾也會說是新娘修行，而讓琴美去挑戰各種活動。

### 關鍵人物
卡農（聲：柿原徹也）
其存在的真實性，於秋葉原當中不斷四處謠傳，通稱為粉紅披風男子。而其真實身份則是妄想承接者卡農。雖然自稱是承接他人妄想的「妄想承接者」，但其真實身分一概不明。
明美·艾克絲塔西雅（聲：代永翼）
在秋葉原小巷裡經營酒吧「菫之伊甸」，年齡不詳的女性（男）。並且充份活用酒吧這種會有許多人流經過的店面形態，同時經營情報業務。對於目標是破壞正侵蝕現實之妄想的朝日一行人感到十分有興趣，對待他們的態度非常友善。
宇部洒落子（聲：村川梨衣）
在妄想宮和秋葉原等，各種地方都會出現的神秘黑市商人。從體型和說話聲音來推側，應該是一位女性，但詳細情報不明。隨時都在思考該如何作生意。會使用所有能用的方法來賺錢。在妄想宮會開設名為個人黑市的商店，在秋葉原則是會斡旋各種任務。

### 秋葉原自警團
團長（聲：小西克幸）
秋葉原自警團的團長，團員也都稱呼他為團長，本名、年齡等情報一概不詳。非常深愛秋葉原，希望維護秋葉原的和平，破壞正侵蝕秋葉原之妄想的正義男兒。
鬼燈朱里（聲：鈴木繪理）
16歲，高中二年級。外表看起來年幼，言行也很幼稚，最喜歡遊樂場和各種周邊商品。平常會表現出因為擔心雙胞胎妹妹藍生內向的個性，而想讓她一起參加自警團等等，其實很有為人長姊自覺的態度。
鬼燈藍生（聲：田澤茉純）
16歲，是鬼燈朱里的雙胞胎妹妹，秋葉原自警團員。和朱里比起來十分安靜內向，不過心智比起朱里要成熟許多，非常關心團長和朱里。

### 妄想管理局
黑崎帝（聲：諏訪部順一）
神秘組織『妄想管理局』的局長。妄想管理局是一個沒有公開的秘密組織，有關其存在，絕大多數都還是成謎。組織似乎認為為了讓世界能繼續發展下去，妄想是一種必要的存在。
結城春日（聲：內匠靖明）
28歲。研究推進室室長。高大而且身體很好，不論面對什麼事都不改優雅的態度。和篠宮領司似乎認識，對朝日等人總是擺出一副看不起人的態度。
東條磨理（聲：佐藤利奈）
26歲。研究推進室主任。雖然身為女性，但卻是個率領局內人員，負責調查妄想承接者卡農的精英份子。隨時都不忘保持冷靜的態度，和篠宮領司似乎有什麼交集。

## 開發製作
Acquire於2016年6月23日，發表預定在2016年秋季發售的動作角色扮演遊戲《秋葉潮物語》。本作是以秋葉原為舞台的《秋葉原之旅》續作，而這款《秋葉潮物語》是《秋葉原之旅》系列的最新作，因為其嶄新遊戲系統，而在玩家間引起許多討論的作品。雖然一開始是動作冒險遊戲，但是本作將會是ACQUIRE首部推出的動作角色扮演遊戲。
遊戲負責製作的是ACQUIRE公司手機遊戲《Divine Gate》的新銳創意監督高野康太，以及角色設計師UCMM這兩人搭擋。
主題曲預定由負責《魔法少女小圓》等，眾多電視動畫節目主題曲的雙人組偶像團體ClariS來演唱主題曲名稱為「again」。
在戰鬥中可使用的樂曲（歌）共有12首，在劇中以「川西優子」登場的配音員歌手「川西優子」也會獻聲演唱。

## 預購特典
日本 日文原版
台灣 亞版中文版
- 「《秋葉原妄想物語》原聲音樂」一份。
- 「《秋葉原妄想物語》資料設定集」一份。
- 「《秋葉原妄想物語》偶像服裝．白 下載碼」一組。

## 相關項目
- AKIBA'S TRIP
- AKIBA'S TRIP2

## 外部連結
- 『秋葉原妄想物語』 官方網站 （页面存档备份，存于）
- 『秋葉原妄想物語』 官方網站的X（前Twitter）
- 『秋葉原妄想物語』妄想situation （页面存档备份，存于）
- 『秋葉原妄想物語』 中文版官方網站 （页面存档备份，存于）